# اریک لیندال
اریک لیندال (Erik Lindahl) (21 نوامبر ۱۸۹۱ – ۶ ژانویه ۱۹۶۰)، اقتصاددان اهل سوئد بود. او از ۱۹۴۲ تا ۱۹۵۸ میلادی استاد اقتصاد در دانشگاه اوپسالا و از ۱۹۵۶ تا ۱۹۵۹ میلادی رئیس انجمن بین‌المللی اقتصاد بود. او همچنین به عنوان مشاور دولت و بانک مرکزی سوئد خدمت نموده و در ۱۹۴۳ میلادی به عنوان عضو فرهنگستان پادشاهی علوم سوئد انتخاب گردید. لیندال مسئله تأمین مالی کالاهای عمومی در مطابقت با مفاد فردی، را مطرح نمود. مقدار کالای عمومی این شرط که مجموعه مطلوبیت نهایی باید مساوی به هزینه نهایی فراهم‌کردن کالا باشد، را برآورده می‌سازد.
کارهای لیندال در اقتصاد از ریشه‌های ویکسلی وی به مراتب فراتر می‌رود تا بیشتر آنچه که در نظریه نئو-والراسی مطرح شده‌است، را به آغوش گیرد. معرفی مفاهیم اقتصادهای توالی و تعادل موقتی (۱۹۲۹، ۱۹۳۰ میلادی) از سوی لیندال، به مراتب یکی از نخستین تلاش جدی برای بررسی این مفاهیم است. آن‌گونه که لندهال نظریه سرمایه (۱۹۲۹، ۱۹۳۹ میلادی) را به‌طور خاصی از نظر موقتی بیان کرد، تلاش مشهور ملینواد (۱۹۵۳ میلادی) را پیش‌بینی نمود. انتقال مفاهیم لیندال به دنیای انگلیسی زبان توسط دو حامی آتشین وی، جان هیکس (۱۹۳۹، ۱۹۶۵ میلادی) و فریدریش هایک (۱۹۴۱ میلادی) صورت گرفت. از آن زمان به بعد، بر کار وی روی «آنالیز توالی»، پس از کارهای فرانک هان (۱۹۷۳ میلادی) و روی رادنر (۱۹۷۲ میلادی)، تأکید بیشتری شده‌است. راه حل ۱۹۱۹ لیندال برای قیمت‌گذاری کالاهای عمومی یکی دیگر از دستاوردهای چشم‌گیر وی است که توسط دونکان فولی (۱۹۷۰ میلادی) وارد اقتصاد مدرن شد.

## کارها در حوزه آنالیز اقتصادی
مالیات لیندال نوعی از مالیات است که افراد بر مبنای مطلوبیت نهایی خود برای کالاهای عمومی مالیات پرداخت می‌کنند. به عبارت دیگر، آن‌ها بر اساس مقدار رضایت یا مطلوبیتی که از مصرف یک واحد اضافی کالای عمومی کسب می‌کنند، مالیات می‌پردازند.
این مالیات را می‌توان به عنوان سهم یک فرد در بار مالیات جمعی یک اقتصاد عنوان کرد. سطح بهینه یک کالای اجتماعی مقداری است که در آن سطح، تمایل به پرداخت برای یک واحد بیشتر کالا، به‌طور جمعی برای تمامی افراد، مساوی به هزینه نهایی عرضه همان کالا باشد. مبلغ مالیات لیندال با ضرب کردن مقدار بهینه با تمایل به پرداخت برای یک واحد بیشتر همان کالا در همان مقدار، محاسبه می‌گردد.
اریک لیندال در رابطه با این مالیات به شدت تحت تأثیر کنوت ویکسل قرار داشت و روشی را برای تأمین مالی کالاهای عمومی پیشنهاد نمود تا نشان دهد که سیاست قریب به اتفاق همه مردم یک امر ممکن است. چون افراد از نظر ماهیت از هم متفاوت هستند، رجحان‌های آن‌ها نیز متفاوت است و توافق عام مستلزم این است که هر فرد بر اساس هر خدمت یا کالای که مصرف می‌کند، مالیاتی تا حدی متفاوت بپردازد. اگر قیمت مالیات هر شخص مساوی به مطلوبیت نهایی که وی در سطح بهینه خدمات دریافت می‌کند تنظیم گردد، هر شخص با فراهم نمودن کالای عمومی آسوده تر شده و در نتیجه ممکن به دریافت این سطح خدمات رضایت نشان دهد.

### تعادل لیندال
تعادل لیندال یک حالت تعادل اقتصادی تحت مالیات لیندال و همچنین روشی برای یافتن سطح بهینه عرضه کالاها یا خدمات عمومی است، این تعادل زمانی به‌دست می‌آید که مجموع قیمت فی واحد که توسط هر فرد پرداخت می‌گردد مساوی به مجموع هزینه فی واحد کالای عمومی باشد. می‌توان نشان داد که تعادل در محیط‌های مختلفی وجود دارد. از این‌رو، تعادل لیندال به شرح این می‌پردازد که چگونه می‌توان با قیمت‌های شخصی‌شده، موثریت را در اقتصاد پایدار نگهداشت. لیف جوهانسن، مفهوم «تعادل لیندال» را به‌طور کامل توضیح داده و بیان داشت که در این تعادل فرض براین است که تصمیم‌های مصرف خانوار مبتنی بر میزان هزینه‌ای است که آن‌ها باید برای عرضه یک کالای به‌خصوص عمومی، بپردازند.
شرط ضروری و کافی برای وجود این‌گونه یک تعادل عبارت است از:
- (۱) مجموع تمایل به پرداخت اعلام شده باید بیش از هزینه فراهم آوری باشد و
- (۲) حداقل تمایل به پرداخت مثبت و رقم غیر از صفر است.

اهمیت تعادل لیندال در این است که علی‌رغم این‌که کالای مورد نظر یک کالای عمومی است، اما شرط ساموئلسون را برآورده نموده و از نظر کارایی پارتو نیز کارا است. این تعادل همچنین به‌طور واضح تشریح می‌نماید که در یک اقتصاد دارای کالاهای عمومی چگونه می‌توان با استفاده از قیمت‌های شخصی‌شده به کارایی دست یافت. قیمت‌های شخصی‌شده ارزش گذاری فردی برای یک کالای عمومی را با هزینه آن کالای عمومی، مساوی می‌پندارد.